# آندره گامپرشت
آندره گامپرشت (انگلیسی: André Gumprecht؛ زادهٔ ۲۶ نوامبر ۱۹۷۴) بازیکن فوتبال اهل آلمان است.
از باشگاه‌هایی که در آن بازی کرده‌است می‌توان به باشگاه فوتبال کارل زایس ینا، باشگاه فوتبال تسویکاو، باشگاه فوتبال لچه، باشگاه فوتبال بایر ۰۴ لورکوزن، باشگاه فوتبال سنترال کوئست مارینرز، باشگاه فوتبال هالشر، باشگاه فوتبال درسدنر، باشگاه فوتبال پرث گلوری، و باشگاه فوتبال واریورس اشاره کرد.